# Sing 2 (trilha sonora)
Sing 2: Original Motion Picture Soundtrack é a trilha sonora do filme de animação Sing 2 (2021), lançado em 17 de dezembro de 2021 pela gravadora Republic Records. O filme é uma continuação da comédia musical de animação Sing (2016). As canções foram interpretadas pelos membros recorrentes do elenco: Reese Witherspoon, Scarlett Johansson, Taron Egerton, Tori Kelly, Nick Kroll, que aparecem no filme. Também apresentava canções populares interpretadas por Kiana Ledé, BTS, Sam i, Billie Eilish, Elton John, Kygo, Whitney Houston, Anitta, Mercury Rev e vários outros que foram incorporados à trilha sonora do filme. Todas as canções foram interpretadas pelo elenco do filme.
O álbum contou com 21 faixas. O U2 apresentou a música original do filme "Your Song Saved My Life", que foi lançada em 3 de novembro de 2021. O vídeo da música foi lançado em 13 de novembro como uma parceria colaborativa entre o artista, gravadora e estúdios de produção, para apoiar a Education Through Music (ETM), uma organização sem fins lucrativos com sede em Los Angeles, que "visa ajudar a fornecer música como assunto central para crianças em escolas com poucos recursos na América do Norte". Um site oficial também foi lançado para comercializar a faixa. "Suéltate" interpretada por Sam i e Anitta, BIA e Jarina De Marco foi lançada como segundo single em 15 de novembro. O álbum traz ainda uma canção original "Tippy Toes" de Adam Buxton, Fancy Feelings e DSCOSTU, que é uma faixa bônus apresentada no filme. Outra faixa bônus foi a canção "Christmas (Baby Please Come Home)" (1963), cover de Darlene Love, interpretada pelo elenco do filme e lançada em 29 de novembro como single. O álbum também traz uma versão remixada da faixa "Soy Yo" de Bomba Estéreo.
O álbum foi recebido positivamente e estreou no número 41 nas paradas da Billboard 200, e no número 5 nos álbuns da trilha sonora da Billboard. Liderou ainda mais as paradas de álbuns britânicas após o lançamento, terminando em segundo atrás de Encanto (2021). O álbum também foi indicado a vários prêmios, incluindo o Billboard Music Awards de "Melhor Trilha Sonora", perdendo para Encanto.

## Lista de faixas
1. "Your Song Saved My Life" (performance por U2) – 3:31
2. "Let's Go Crazy" (performance por Tori Kelly, Taron Egerton, Reese Witherspoon & Nick Kroll) – 3:09
3. "Can't Feel My Face" (performance por Kiana Ledé) – 3:21
4. "Goodbye Yellow Brick Road" (performance por Elton John) – 3:13
5. "Heads Will Roll" (performance por Scarlett Johansson) – 3:37
6. "Holes" (performance por Mercury Rev) – 4:10
7. "Bad Guy" (performance por Billie Eilish) – 3:14
8. "Sing 2 Audition Medley" (performance pelo elenco de Sing 2) – 1:47
9. "Where the Streets Have No Name" (performance por Tori Kelly, Taron Egerton, Scarlett Johansson, Reese Witherspoon & Nick Kroll) – 2:36
10. "Higher Love" (performance por Kygo & Whitney Houston) – 3:48
11. "There's Nothing Holdin' Me Back" (performance por Taron Egerton & Tori Kelly) – 3:23
12. "Suéltate (from Sing 2)" (performance por Sam I, Anitta, BIA & Jarina De Marco) – 3:30
13. "Stuck in a Moment You Can't Get Out Of" (performance por Scarlett Johansson) – 3:39
14. "Soy Yo (Sing 2 Mix)" (performance por Bomba Estéreo) – 2:57
15. "A Sky Full of Stars" (performance por Taron Egerton) – 3:26
16. "Could Have Been Me" (performance por Halsey) – 2:28
17. "I Say a Little Prayer" (performance por Tori Kelly & Pharrell Williams) – 2:09
18. "Break Free" (performance por Reese Witherspoon & Nick Kroll) – 1:34
19. "I Still Haven't Found What I'm Looking For" (performance por Scarlett Johansson & Bono) – 3:01
20. "Tippy Toes" (faixa bônus) (DSCOSTU com participação de Adam Buxton & Fancy Feelings) – 2:08
21. "Christmas (Baby Please Come Home)" (faixa bônus) (Keke Palmer com participação de Scarlett Johansson, Taron Egerton, Reese Witherspoon, Tori Kelly) – 2:36

## Gráficos e certificações
| País/Parada (2021–22)                     | Melhor posição |
| ----------------------------------------- | -------------- |
| Austrália (ARIA)                          | 9              |
| Áustria (Ö3 Austria Top 40)               | 65             |
| Bélgica (Ultratop Flandres)               | 80             |
| Bélgica (Ultratop Valônia)                | 144            |
| Canadá (Billboard)                        | 59             |
| Estados Unidos (Billboard 200)            | 41             |
| Estados Unidos (Soundtrack Albums)        | 5              |
| Japão (Oricon)                            | 20             |
| Nova Zelândia (RMNZ)                      | 31             |
| Reino Unido (UK Compilation Albums Chart) | 2              |
| Reino Unido (UK Download Chart)           | 5              |
| Reino Unido (UK Soundtrack Albums)        | 2              |
| Suíça (Schweizer Hitparade)               | 86             |

| País/Parada (2022)                 | Posição fixada |
| ---------------------------------- | -------------- |
| Austrália Albums (ARIA)            | 85             |
| Estados Unidos (Billboard 200)     | 177            |
| Estados Unidos (Soundtrack Albums) | 4              |

### Certificações
| Reino Unido (BPI)                              | Prata | 60 000‡ |
| ‡Certificação com base nas vendas + streaming. |       |         |

## Premiações
| Cerimônia                       | Data                   | Categoria                              | Nomeados                                   | Resultado | Refs.         |
| ------------------------------- | ---------------------- | -------------------------------------- | ------------------------------------------ | --------- | ------------- |
| Hollywood Music in Media Awards | 17 de novembro de 2021 | Melhor Supervisão Musical – Filme      | Mike Knobloch, Rachel Levy                 | Indicado  | [ 31 ]        |
| Hollywood Music in Media Awards | 17 de novembro de 2021 | Melhor Canção Original – Filme Animado | "Your Song Saved My Life" – U2             | Indicado  | [ 31 ]        |
| Hollywood Music in Media Awards | 17 de novembro de 2021 | Melhor Álbum de Trilha Sonora          | Sing 2: Original Motion Picture Soundtrack | Indicado  | [ 31 ]        |
| Billboard Music Awards          | 15 de maio de 2022     | Melhor Trilha Sonora                   | Sing 2: Original Motion Picture Soundtrack | Indicado  | [ 32 ] [ 33 ] |